# Plestiodon laticeps
El eslizón de cabeza ancha (Plestiodon laticeps) es una especie de lagarto escamoso escíncido del género Plestiodon. Fue descrito por el naturalista alemán Johann Gottlob Theaenus Schneider en 1801.

## Etimología
El nombre del género Plestiodon proviene de las palabras griegas pleistos (πλεῖστος) "muchos" y odus (ὀδούς) que significa diente. El epíteto específico de P. laticeps, proviene la palabra griega "cefale" (kephale) "cabeza" y del latín "latus", que significa "ancho". Esto es en referencia a esta característica morfológica del animal.

## Descripción

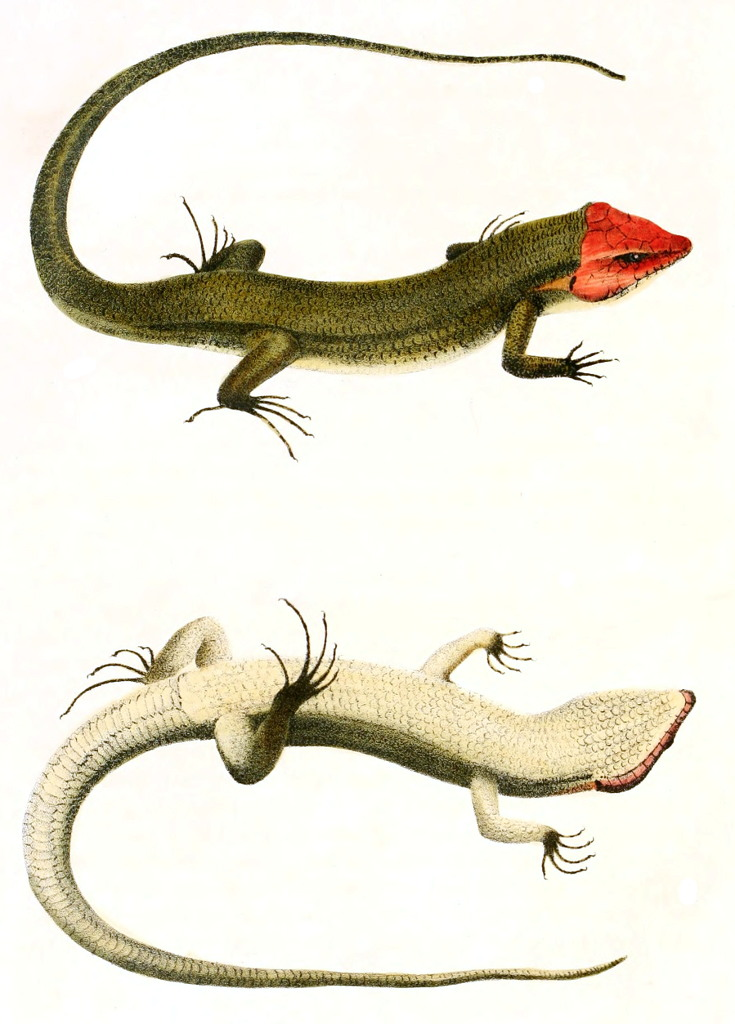
Un eslizón de cabeza ancha macho, ilustración de North American Herpetology por Holbrook, 1842.

Esta especie es uno de los eslizones más grandes de su género junto al eslizón de la Gran Planicie, con unos 15 a 33 cm, y en general, son los eslizones más grandes del sureste y de la región, siendo superados solo por los lagartos de cristal. La longitud hocico-cloaca es de 14,3 cm. Los machos son más grandes que las hembras y presentan cabezas de mayores dimensiones.

### Coloración y dicromatismo sexual

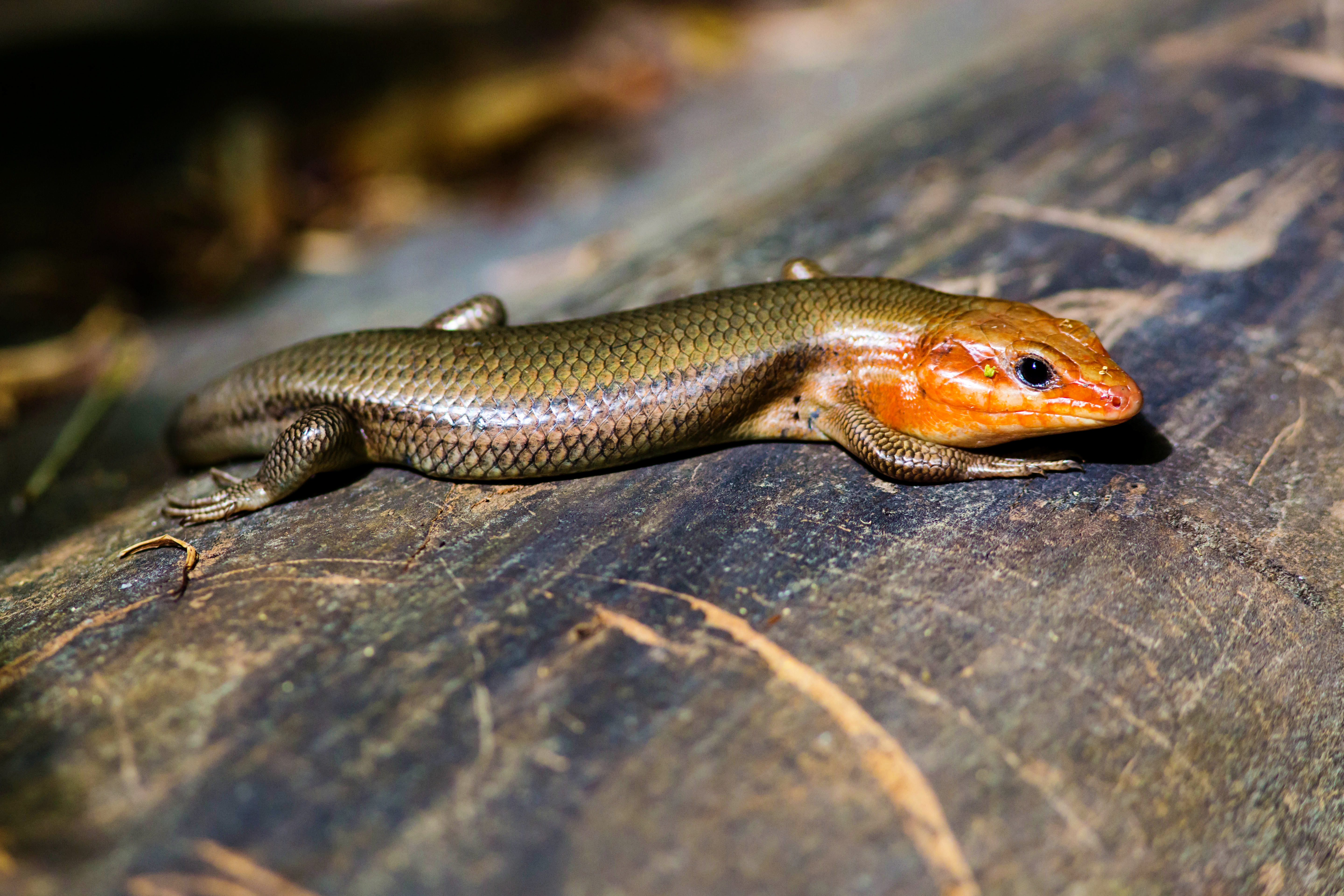
Nótese el patrón de color.

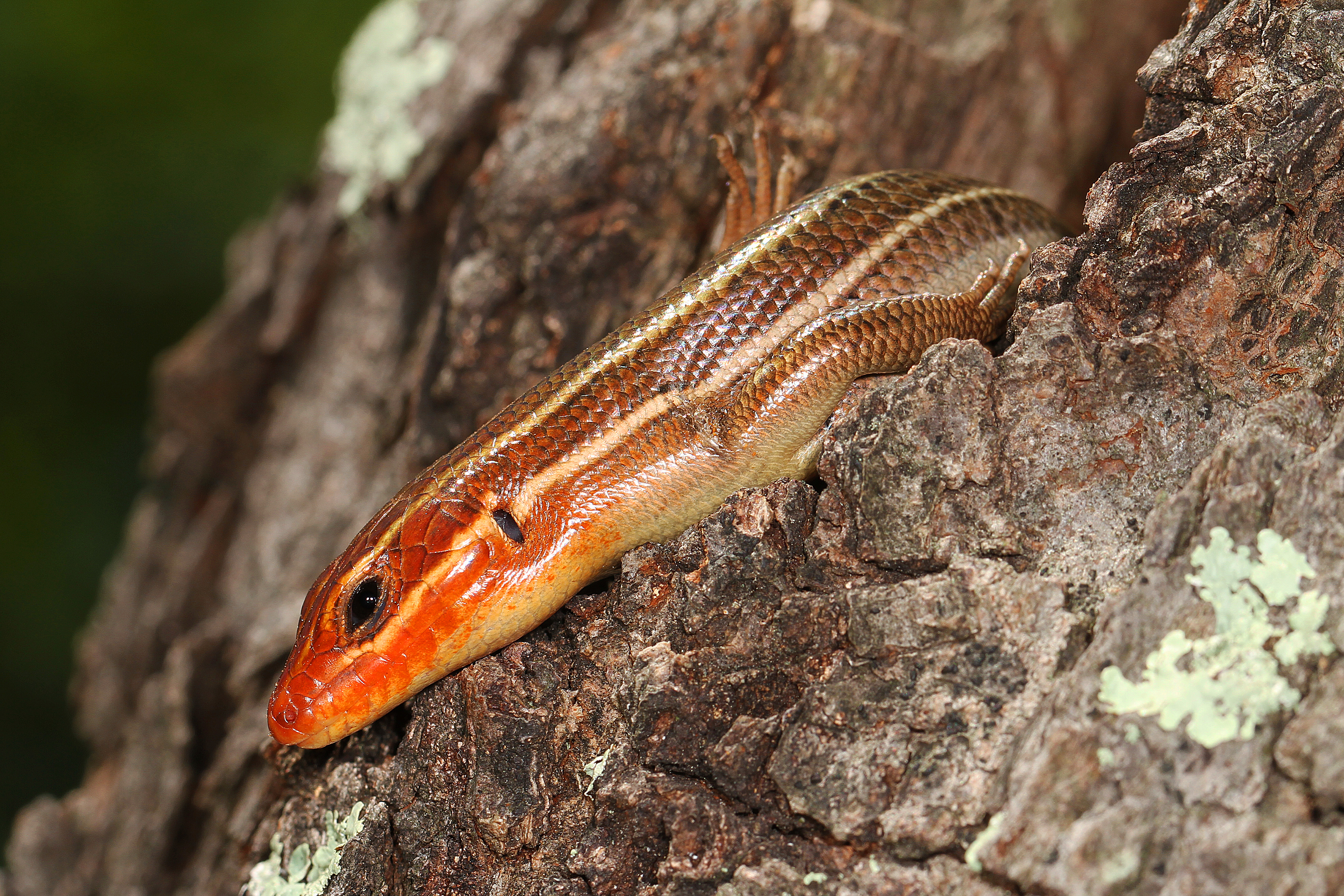
Ejemplar con líneas sin desaparecer.

Cómo la mayoría de eslizones del género Plestiodon, los juveniles son de un color de fondo generalmente gris, marrón o negro con cinco líneas blancas crema, amarillentas o anaranjadas, dos en cada lado y una en el centro de la espalda. Pueden presentarse 2 líneas sublaterales aparte, formando en total 7. La cola es de color azul brillante. Al llegar la adultez, a menudo las líneas se desvanecen al color del cuerpo, generalmente a un gris oliva o un marrón claro uniforme, y la cola se vuelve de color gris pardusco. Los ejemplares hembra mantienen las líneas, aunque estás se desvanecen un poco. Los machos maduros sexualmente desarrollan grandes y hinchadas cabezas naranjas brillantes con poderosas mandíbulas que se agrandan durante la época reproductiva.

### Alimentación
El eslizón de cabeza ancha es un depredador principalmente de una amplia variedad de invertebrados y en ciertas ocasiones algunos vertebrados. En 1939, el herpetólogo Robert H. McCauley para un registro de la alimentación de lagartos en Maryland reportó ortópteros, himenópteros, arañas y un eslizón americano de cinco líneas como presas del eslizón de cabeza ancha. Para un registro en Carolina del Sur, los herpetólogos Laure J. Vitt y William E. Cooper en 1986 registraron como presas de este lagarto saltamontes, grillos, cucarachas, diversas formas de escarabajos, tijeretas, chinches, larvas de lepidópteros, polillas, moscas, hormigas, colacuernos ( un himenóptero), anfípodos, arañas, cochinillas, opiliones, caracoles pulmonados y lagartijas, incluidos registros de canibalismo con los juveniles de su propia especie. Este eslizón usa señales visuales y quimiosensoriales para detectar presas, generalmente entre la hojarasca.

## Depredadores
Generalmente se desconoce los depredadores de este eslizón. Los depredadores potenciales del eslizón de cabeza ancha son aves carnívoras, lagartos más grandes y gatos domésticos.

### Métodos de defensa
Se sabe que como la mayoría de eslizones, el eslizón de cabeza ancha puede desprender su cola para distraer a los depredadores mientras escapa, como una salamanquesa. Este método de defensa suele ser de gran ayuda en los ejemplares juveniles, debido a los brillantes colores azules en la cola que deslumbran visualmente a los depredadores. Los lugares de escondite durante un escape son principalmente árboles. Se sabe que nadan durante un escape y también buscan refugio bajo desechos terrestres. Si son atrapados pueden llegar a morder fuertemente con sus mandíbulas.

## Reproducción

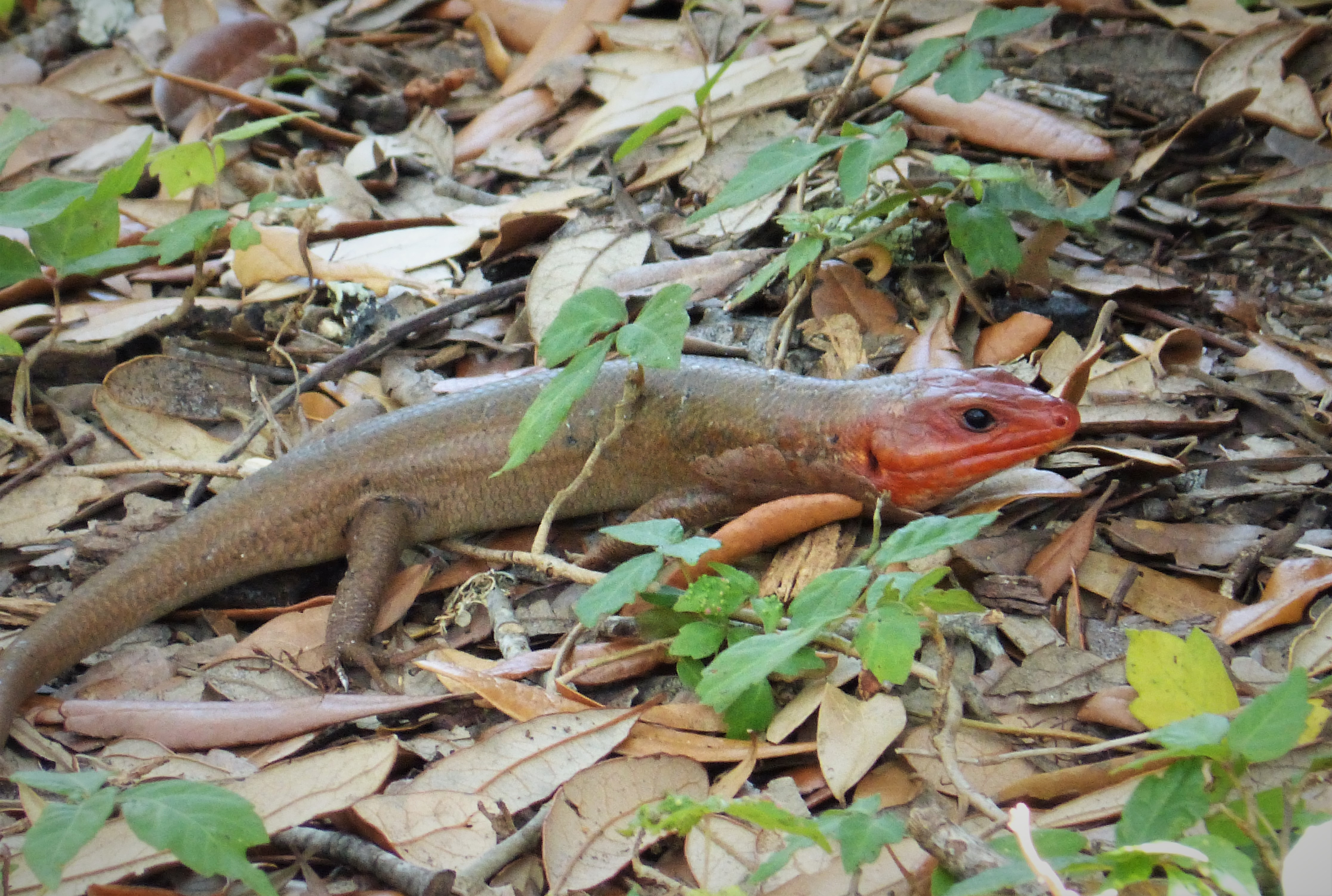
Un ejemplar de P. laticeps.

La época reproductiva inicia a finales de la primavera. Las hembras de eslizones de cabeza ancha tienen una glándula que secreta feromonas durante la temporada de reproducción. Durante esta época los machos mueven la lengua para seguir los rastros de feromonas de la hembra.
Las hembras prefieren aparearse con machos de cabezas más grandes y de un de color naranja más brillante. El color naranja de este eslizón está regulado por la producción estacional de la hormona testosterona. La cópula inicia con el macho mordiendo y sujetando del cuello de la hembra. Después de la cópula los ejemplares machos protegen a las hembras fertilizadas durante de una semana, evitando otros intentos de apareamiento con otros machos, llegando a peleas agresivas. Si el macho encuentra otra hembra dentro de las próximas semanas de la temporada de reproducción, comenzará el proceso de cortejo nuevamente e intentará aparearse nuevamente.

### Eclosión
La hembra deposita una sola nidada en junio en lugares como troncos y tocones en proceso de  descomposición. La nidada depositada por la hembra suele tener de 8 a 13 huevos en su nido, que está hecho de restos de hojas o en un árbol en descomposición. Los huevos pesan menos de un gramo cada uno. La hembra permanecerá con los huevos de 3 a 8 semanas hasta que ocurra la eclosión, dejándolos solo para alimentarse. Los eslizones recién nacidos salen del nido a los pocos días. Son sexualmente maduros cuando alcanzan una longitud total de 75 mm.